# Iveco LMV
El Iveco LMV, siglas en inglés de Light Multirole Vehicle (en español: vehículo polivalente ligero), es un vehículo táctico 4x4 desarrollado por la compañía italiana Iveco, está en servicio con varios países.
Después de su adopción por el Ejército Italiano bajo el nombre VTLM Lince, ganó la competición “FCLV” (Future Command and Liaison Vehicle) del Ejército Británico con el nombre de Panther, y además fue adoptado por el Ejército Belga, el Ejército de Tierra Croata, el Ejército Noruego y el Ejército de Tierra de España. Los ejércitos italiano y español enviaron vehículos Lince a sus tropas en Afganistán y Líbano. En Afganistán estos vehículos han sido decisivos para salvar las vidas de sus pasajeros al menos en dos ataques con artefactos explosivos improvisados colocados por los Talibán.

## Diseño

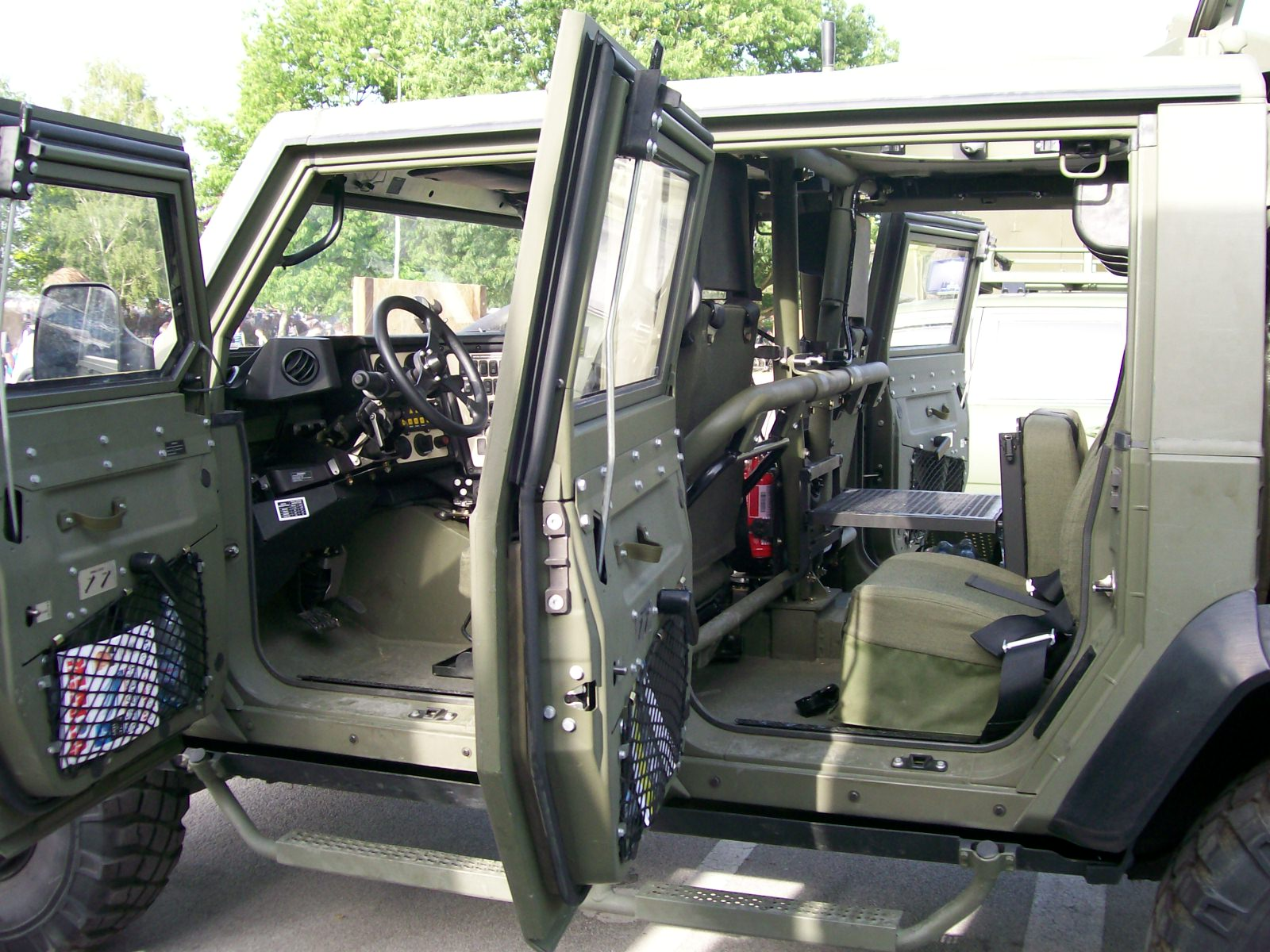
Vista interna de un Iveco LMV del Ejército Croata.

El LMV usa paquetes de blindaje modulares para ajustar su nivel de protección a los requerimientos de su misión. Contemplando la protección contra minas se incrementó la altura del vehículo sobre el suelo hasta los 49,6 cm sin influir en la altura total del vehículo (menos de 2 metros); también usa asientos suspendidos de derivación aeronáutica, casco en V bajo el cuerpo, y estructura de sándwich desmontable en el suelo para desviar y absorber explosiones de mina. Su tubo de escape está canalizado a través de los pilares en C del chasis, y su turbocompresor está localizado debajo del motor para reducir la señal térmica del vehículo. Su movilidad es mejorada con el sistema de neumáticos run-flat, que permiten que el vehículo pueda seguir rodando incluso con las ruedas completamente deshinchadas.

## Variantes

### Panther CLV

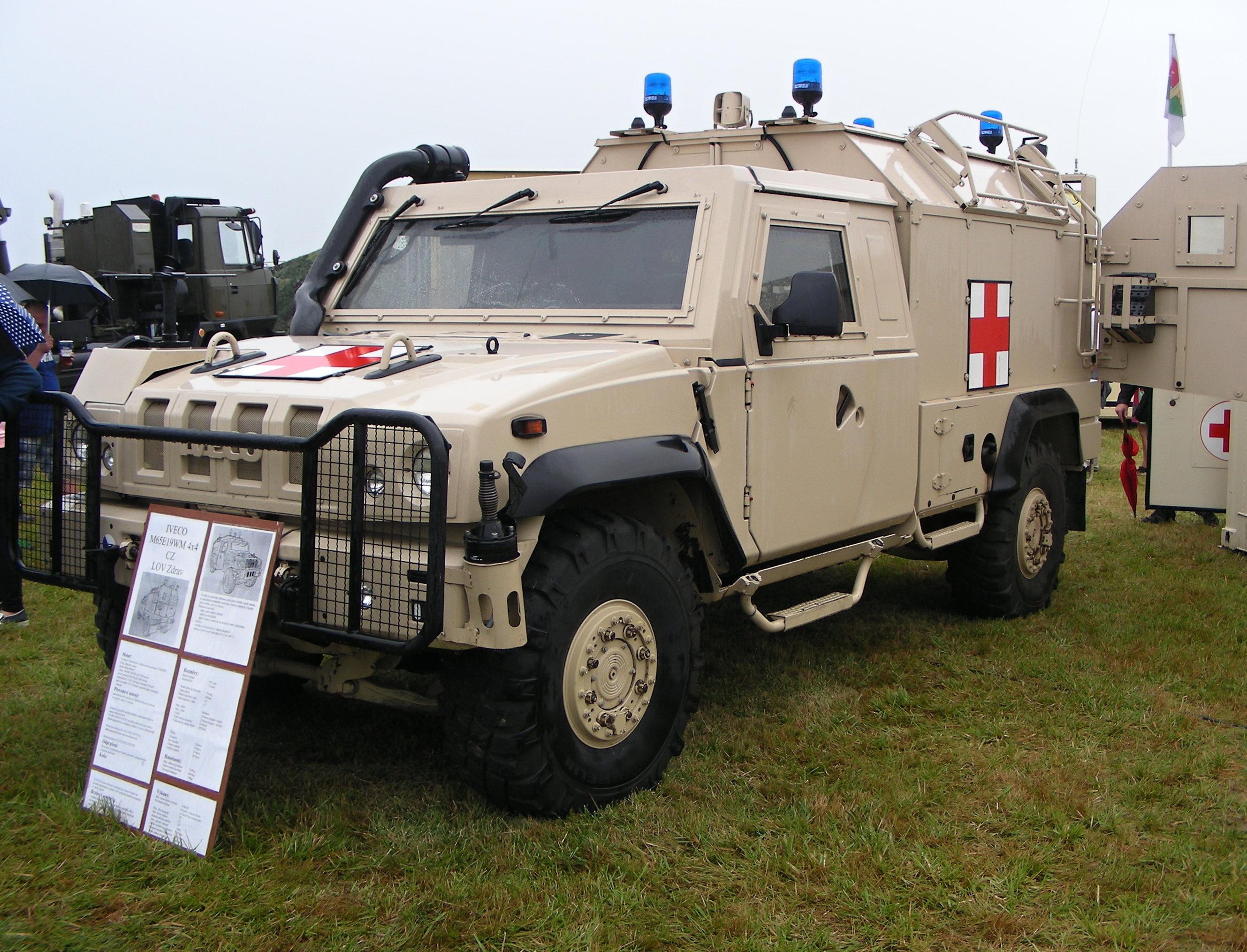
Versión ambulancia del Iveco LMV.

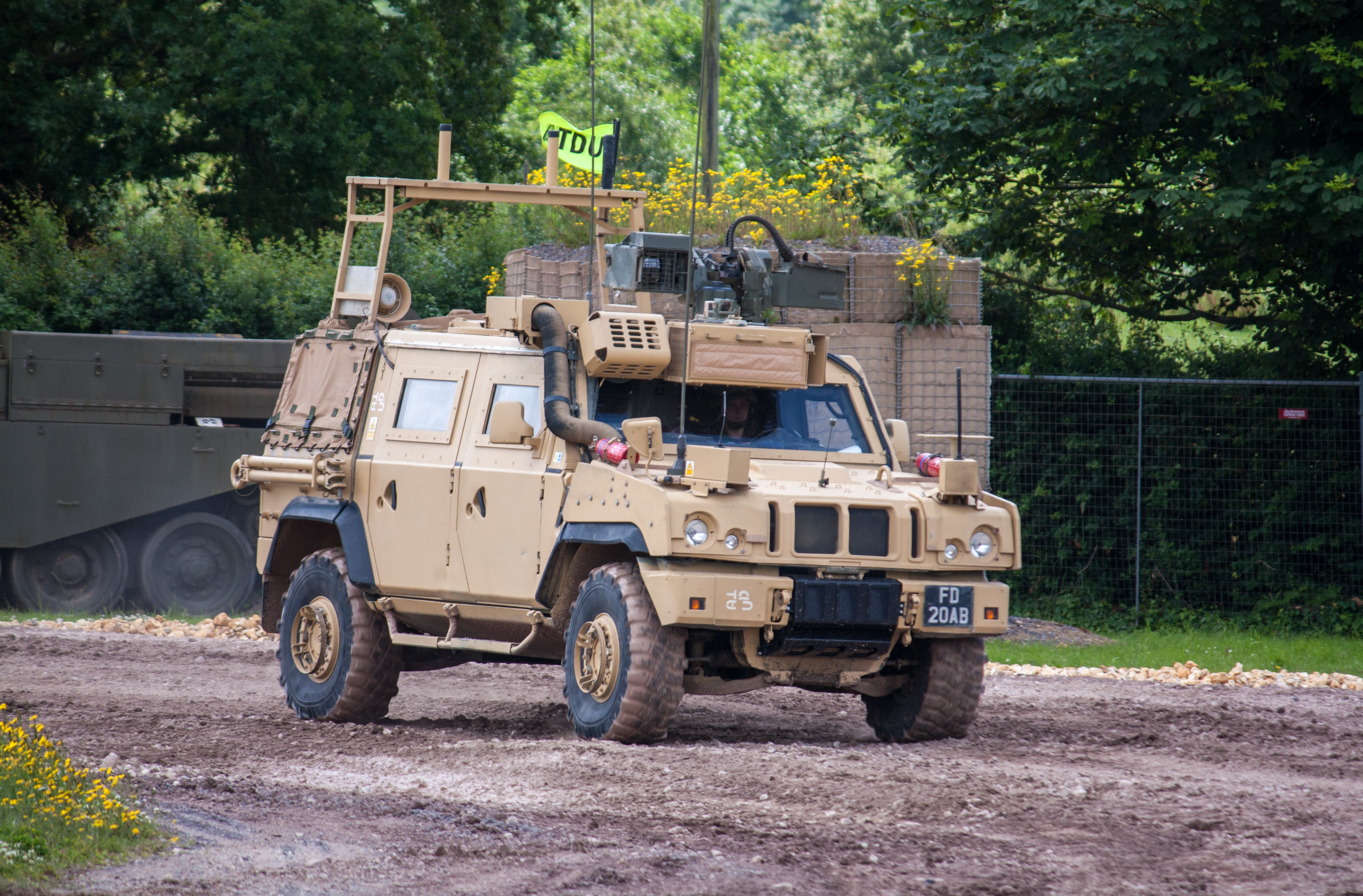
Panther CLV

El Panther CLV o Panther Command and Liaison Vehicle (Vehículo de mando y control Panther) es la variante del Iveco LMV para el Ejército Británico. El Panther CLV se desarrolló a partir del proyecto llamado "Future Command and Liaison Vehicle" (FCLV). Las modificaciones del diseño fueron realizadas por BAE Systems, la más destacable es que el Panther tiene cuatro asientos, en lugar de los cinco que tiene el VTLM Lince original.
Actualmente están siendo ensamblados en la fábrica de BAE Systems Land Systems en Newcastle upon Tyne unos 400 Panther bajo un contrato de 160 millones de libras. Está previsto que el Panther reemplace a varios tipos de vehículos en servicio con el Ejército Británico, entre los que se incluyen el CVRT, FV432, Saxon y Land Rover Truck Utility Medium (TUM).
Los primeros Panther fueron entregados a la 1ª Brigada Mecanizada del Ejército Británico y unos cuantos de ellos fueron sometidos a pruebas de alta temperatura en Afganistán.

### Otras variantes
El LMV está disponible en dos chasis distintos, con 3,2 o 3,5 m de distancia entre ejes. También está disponible con dos plazas.

## Historia en combate

### Guerra Ruso-ucraniana
- Invasión rusa de Ucrania de 2022[5]

## Usuarios

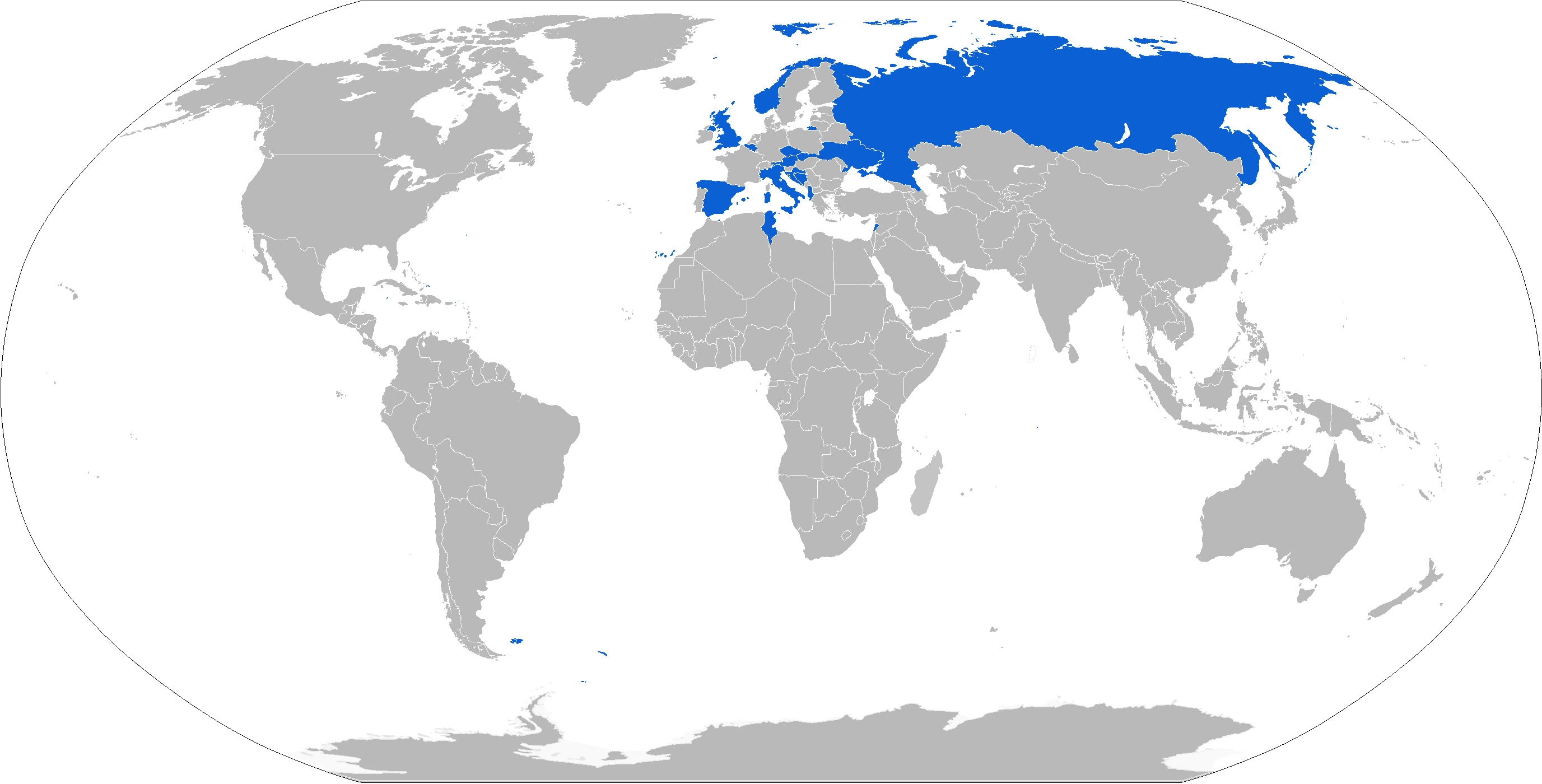
Países operadores del Iveco LMV.

Albania
- Fuerza Aérea Albanesa- 25

 Austria
- Bundesheer -150

 Bélgica
- Componente Terrestre del Ejército Belga - 440 + 180 opciones

 Bosnia y Herzegovina
- Fuerzas Armadas - 14

 Brasil
- Ejército Brasileño - 32 + 420 a ser producidos en el país[6][7]

 República Checa
- Fuerzas Armadas de la República Checa - 170

 Croacia
- Ejército de Tierra Croata - 100

 Eslovaquia
- Fuerzas de Tierra de Eslovaquia - 50

 España
- Ejército de Tierra de España (346 contratados, 395 previstos).

La adquisición de este vehículo fue aprobada por el Gobierno de España el 2 de noviembre de 2007 con un Plan de Renovación de Vehículos Blindados para la adquisición en dos fases de 395 vehículos de escuadra Iveco LMV Lince y 180 de pelotón RG-31 Mk5E Nyala (575 en total) por valor de 321 millones de euros. La primera fase, que se desarrolló hasta 2009, ha contemplado la adquisición de 120 vehículos Iveco LMV Lince entre 2007 y 2008 por un total de 37,2 millones de €, que fueron recibidos entre finales de 2008 y 2009. La segunda fase del plan comprenderá el periodo 2009-2010 y prevé la compra de otros 275 Iveco LMV Lince que entrarán en servicio de forma escalonada respondiendo a las necesidades del Ejército. Los 15 primeros de la segunda fase han sido adquiridos en 2009.
 Italia
- Esercito Italiano, Marina Militare, Aeronautica Militare, Arma dei Carabinieri y Guardia di Finanza - 2300

 Líbano
- Fuerzas Armadas - 80[12]

 Noruega
- Ejército Noruego - 170

 Reino Unido
- Ejército Británico - 401

 Rusia
- Fuerzas Terrestres de Rusia - 358[13][14] (Varios donados al Ejército Árabe Sirio)

 Túnez
- Ejército de Túnez[15]

 Ucrania
- Fuerzas Terrestres - 80